# Wohn- und Wirtschaftsgebäude Bergedorfer Straße 23
Das Wohn- und Wirtschaftsgebäude Bergedorfer Straße 23 in der niedersächsischen Gemeinde Worpswede stammt vom Anfang des 19. Jahrhunderts. Aktuell (2025) wird es zum Wohnen genutzt.
Das Gebäude steht unter Denkmalschutz (siehe auch Liste der Baudenkmale in Worpswede).

## Geschichte und Beschreibung
Das eingeschossige giebelständige Zweiständer-Hallenhaus in Fachwerk mit Steinausfachungen, mit reetgedecktem Krüppelwalmdach mit Schleppgauben, Uhlenloch und Grooter Door mit Korbbogen wurde um 1800 gebaut. Dabei wurden ältere Hölzer verwendet.
Das Landesdenkmalamt befand u. a.: „… ein regionstypisches Hallenhaus der Zeit um 1800 in Zweiständerkonstruktion … .“